# جيمس ساندرز (كاتب)
جيمس ساندرز (بالإنجليزية: James Sanders) هو كاتب أمريكي، ولد في 11 يونيو 1955.

## وصلات خارجية
- جيمس ساندرز على موقع IMDb (الإنجليزية)
- جيمس ساندرز على موقع قاعدة بيانات الفيلم (الإنجليزية)